# 神戸リガッタ・アンド・アスレチック・倶楽部
神戸リガッタ・アンド・アスレチック・倶楽部（こうべリガッタ・アンド・アスレチック・くらぶ、英: Kobe Regatta & Athletic Club, KR & AC）は、兵庫県神戸市中央区にあるスポーツクラブ。

## 概要
1870年9月23日（明治3年8月28日）、アレキサンダー・キャメロン・シムの提唱により、神戸外国人居留地内に会員43名で発足。初期の会員にはシムのほかに六甲山の開祖として知られるアーサー・ヘスケス・グルームが名を連ねている。
1888年3月、横浜カントリー・アンド・アスレティック・クラブ（YC&AC）との間でインターポートマッチが開催された。なお、YC&ACとの対戦は日本で最も古いサッカーの対抗戦と位置づけられている。
第二次世界大戦後に現在地の磯上公園に移転した。2007年4月、日本プロサッカーリーグ（Jリーグ）に加盟するヴィッセル神戸と提携を結んだ。

## 体育館
発足から3か月後の1870年12月（明治3年閏10月/11月）、神戸リガッタ・アンド・アスレチック・倶楽部（KR & AC）は居留地内に体育館を建設した。1874年（明治7年）11月、日本政府が居留外国人に対し居留地東側へのグラウンド（内外人公園、後の東遊園地の設置を認めた。グラウンドは1877年（明治10年）5月に完成ことに伴い、体育館はグラウンド内に移設された。
体育館はKR & ACのクラブハウスとして機能し、ボクシングやフェンシングといったスポーツが行われたほか、会員以外にも開放され、居留地内の市民ホールとしての役割も果たした。演劇や音楽会、ダンスパーティーなども催された。演劇界においては「横浜外国人居留地内の『ゲーテ座』、長崎外国人居留地内の『パブリックホール』とともに、明治以降の日本演劇史に残る重要な施設」とされており、1927年（昭和2年）の新築を経て太平洋戦争中の1945年（昭和20年）に空襲で焼失するまでの間、神戸における「アマチュア演劇のメッカ」として機能した。劇場としての機能から、体育館は「体育館劇場」、「居留地劇場」と呼ばれた。
1945年の焼失後、体育館は東遊園地内に再建されたが、1962年（昭和37年）に磯上公園（神戸市中央区八幡通）に移設された。

## アクセス
- 神戸新交通ポートアイランド線 貿易センター駅 徒歩5分
- JR神戸線 三ノ宮駅 徒歩8分
- 阪急神戸本線 神戸三宮駅 徒歩10分
- 阪神本線 神戸三宮駅 徒歩8分
- 神戸市営地下鉄山手線 三宮駅 徒歩10分
- 神戸市営地下鉄海岸線 三宮・花時計前駅 徒歩5分